# Wissmut
Wissmut war eine Leipziger Rockband.

## Geschichte
Die Band gründete sich 2001 in Leipzig noch während des Bestehens der Band Die Art. Stilistisch ähnelte sie letzterer und ihr musikalischer Stil konnte als „Brachialpop“ bezeichnet werden.
Ihr erstes Lied Aus Sehnsucht veröffentlichte die Band auf einem Labelsampler. Dieser war aber noch musikalisch anders angesiedelt. Das erste Konzert fand am 16. August 2003 bei einem Open-Air-Festival in Großenhain statt. Gleichzeitig kam auch ihre erste EP Sonne und Mond in Eigenregie heraus. Die Aufnahmen zum ersten Album zögerten sich hinaus, da es immer wieder Besetzungswechsel am Schlagzeug gab.
Im Jahr 2004 wurde dann eine EP Cured mit vier Coversongs der Band The Cure veröffentlicht. Diese erlangte sogar in Großbritannien einen gewissen Bekanntheitsgrad. Als sich dann das Lineup gefestigt hatte, wurde ein ganzes Album aufgenommen. Dieses erhielt den Namen Bi und wurde 2005 herausgebracht. Die Erstauflage war in kürzester Zeit ausverkauft.
Anfang 2006 begaben sich Wissmut ins Studio, um ein neues Album zu produzieren. Dieses sollte dann Anfang 2007 veröffentlicht werden. 
Im Oktober 2006 erschien vorerst aber eine CD mit seltenen Vinyl B-Seiten und drei unveröffentlichten Songs mit Namen Gigant Vinyl. 
Im Dezember 2006 gab Sänger Makarios überraschend seinen Ausstieg bekannt. Die Tour beendete er aber noch. Kurz darauf wurde die Band aufgelöst. Mit Sven Löbert am Schlagzeug reformierte sich daraufhin Die Art wieder.

## Diskografie
- 2003: Sonne und Mond (EP oder LP mit 4 Bonussongs)
- 2004: Cured (EP oder Single)
- 2005: Bi (CD)
- 2005: Bi4 (LP mit 4 Bonussongs)
- 2006: Extreme Fangift – Live ’05 (limitierte CD)
- 2006: Gigant Vinyl (CD mit raren Vinyl B-Seiten und unveröffentlichten Songs)